# Бездробний Юрій Васильович
Юрій Васильович Бездробний (11 березня 1939, Грозний — 5 травня 2012, Київ) — український науковець у галузях біохімії, радіології, зоології. Доктор біологічних наук (1985). Один із засновників Національної комісії з радіаційного захисту населення України, дослідник широкого кола наукових проблем, зокрема участі інсулінових рецепторів у регуляторній функції інсуліну, поширення радіонуклідів у природному середовищі та шляхів їх надходження до організму людини тощо.
Понад 15 років — науковий співробітник Київського науково-дослідного інституту ендокринології та обміну речовин (1972—1986; 1991—1993). У різні періоди віддав 10 років праці у Національній комісії з радіаційного захисту населення України та Міжнародному Енциклопедичному бюро з фізики. Автор понад 150 наукових робіт, учень професора Андрія Єфімова.

## Життєпис
Народився 11 березня 1939-го року у місті Грозний.
У 1961-му році з відзнакою закінчив біологічний факультет Харківського державного університету імені О. М. Горького. Відтоді ж — молодший науковий співробітник лабораторії біофізики Харківського інституту медичної радіології, де разом з колегами досліджував вплив гальмівного випромінювання лінійного прискорювача на показники обміну речовин експериментальних тварин.
У 1967-му році закінчив аспірантуру та здобув науковий ступінь кандидата біологічних наук, захистивши дисертацію на тему «Синтез адренокортикотропина, гормона роста и некоторых белков в гипофизах облученных животных в условиях in vitro и in vivo». Відтоді ж — молодший науковий співробітник Інституту медичної радіології АМН СРСР (Обнінськ), де продовжував дослідження впливу іонізуючого випромінювання на функцію гіпофізу.
У 1969-му році був затверджений на посаді старшого наукового співробітника Сектору молекулярної біології та генетики АН УРСР. З 1972-го року — старший, пізніше провідний науковий співробітник Київського науково-дослідного інституту ендокринології та обміну речовин.
У 1985-му році здобув науковий ступінь доктора біологічних наук, захистивши дисертацію на тему «Инсулиновые рецепторы жировой ткани и печени при эндокринных заболеваниях и экспериментальных воздействиях, сопровождающихся изменением углеводородного обмена».
З 1986-го року — завідувач лабораторії експериментальної радіаційної ендокринології Всесоюзного наукового центру радіаційної медицини АМН СРСР. Під керівництвом Юрія Бездробного науковці лабораторії досліджували ряд проблем, пов'язаних із впливом наслідків Чорнобильської катастрофи на ендокринну систему людини. У 1989-му році організував Всесоюзну робочу нараду «Завдання експериментальної радіаційної ендокринології у зв'язку з аварією на ЧАЕС», у якій взяли участь науковці всього СРСР.
У 1991-му році на два роки повернувся до Інституту ендокринології та обміну речовин. На початку 1990-х років виступив одним із засновників Національної комісії з радіаційного захисту населення України, у склад якої увійшов у 1993-му році. Створив апарат комісії, обіймав посаду заступника її голови.
З 2002-го року — член виконавчої редакції Міжнародного Енциклопедичного бюро з фізики, де займався розвитком української радіологічної термінології, був дотичний до багатьох наукових публікацій.

Могила Юрія Бездробного, Байкове кладовище

З молодих років хворів на цукровий діабет. Працював до останніх днів життя. Помер на 74-му році життя 5 травня 2012-го року. Похований у колумбарії Байкового кладовища.

## Наукова діяльність
Автор понад 150-ти наукових робіт. Член правління Всесоюзного товариства радіобіологів та Вченої ради з проблем радіобіології АН СРСР. Член редакційної колегії «Збірника наукових праць Інституту ядерних досліджень».
Дослідник широкого кола наукових проблем, зокрема участі інсулінових рецепторів у регуляторній функції інсуліну, поширення радіонуклідів у природному середовищі та шляхів їх надходження до організму людини тощо. Учень професора Андрія Єфімова. Науковий керівник декількох кандидатів та докторів наук, зокрема Наталії Євдокимової.

## Науковий доробок (частковий)
- «Синтез адренокортикотропина, гормона роста и некоторых белков в гипофизах облученных животных в условиях in vitro и in vivo»: диссертация на соискание учен. степени канд. биол. наук / АМН СССР. Ин-т эпидемиологии и микробиологии им. Н. Ф. Гамалеи. — Москва: [б. и.], 1967.
- «Адренокортикотропная функция гипофиза при острой лучевой болезни в эксперименте (обзор литературы)» // Ю. В. Бездробный; Мед. радиология. 1969. № 10
- «Свойства и организация инсулиновых рецепторов периферических тканей» // Ю. В. Бездробный; Успехи современной биологии. 1980. Т. 90, вып. 1
- «Регуляция экспрессии инсулиновых рецепторов и их место в механизме действия инсулина» // Ю. В. Бездробный; Успехи современной биологии. 1981. Т. 92, вып. 1
- «Инсулиновые рецепторы жировой ткани и печени при эндокринных заболеваниях и экспериментальных воздействиях, сопровождающихся изменением углеводородного обмена»: диссертация доктора биологических наук : 14.00.03. — Киев, 1985. — 376 с. : ил.
- «Структура и функции инсулиновых рецепторов» / А. С. Ефимов, Ю. В. Бездробный. — Киев: Наук. думка, 1987. — 168,[2] с. : ил.; 22 см.
- «Клиническая диабетология» / Ю. В. Бездробный и другие; К., 1998
- «Ретроспективний аналіз рівнів інсуліну, С-пептиду, глюкагону та тироксину у дітей з радіаційно забруднених територій» / Бездробний Ю. В., Зуєва Н. О., Віннікова Н. В. та ін.; Ендокринологія, 2000, № 5 (1): 54–58.
- «Деякі важливі практичні й наукові аспекти протирадіаційного захисту у післячорнобильському періоді» // Ю. В. Бездробний та інші; Бюл. НКРЗУ. К., 2001. № 1–4
- «Показники фізичного розвитку та концентрація інсуліну у дітей, які проживають на забруднених радіонуклідами територіях» / Бездробний Ю. В., Зуєва Н. О, Большова О. В.; Педіатрія, акушерство і гінекологія, 2001, № 3: 9–12
- «Гиперинсулинемия у детей, проживающих на загрязненных радионуклидами территориях, а также у ликвидаторов аварии на Чернобыльской АЭС» / Зуева Н. А., Коваленко А. Н., Бездробный Ю. В. и др.; Проблемы эндокринологии, 2003, № 6.
- «Українсько-англійсько-російський тлумачний словник з радіології та радіологічного захисту» / Ю. Бездробний, В. Козирський, В. Шендеровський. — Київ: Поліграфічна дільниця Інституту теоретичної фізики ім. М. Боголюбова НАН України, 2007. — 320 с.
- «Спогади» / Ю. В. Бездробний; Київ: Фітосоціоцентр, 2008. 152 с.
- «Видатні українські вчені у світовій науці: стислий довідник» // Ю. Бездробний, В. Козирський, В. Шендеровський; К.: ТОВ «Праймдрук», 2012. — 107 с.